# Crytea graciliventer
Crytea graciliventer är en stekelart som beskrevs av Heinrich 1968. Crytea graciliventer ingår i släktet Crytea och familjen brokparasitsteklar. Inga underarter finns listade i Catalogue of Life.